# Zerbo
Zerbo (Zèrb o Zèrp in dialetto pavese, IPA: /ˈzɛrb/ o /ˈzɛrp/) è un comune italiano di 386 abitanti della provincia di Pavia in Lombardia. Si trova nel Pavese meridionale, a breve distanza dalla sponda sinistra del Po.

## Storia
Nel medioevo appartenne ai Paveri di Pavia, e dal 1683 era feudo dei Ghislieri. Faceva parte della Campagna Sottana di Pavia. Nel XVIII secolo fu unito a Zerbo il comune di Torre Selvatica.
Nel giugno del 1972 fu teatro di un grande raduno "hippy", organizzato dalla rivista "Re Nudo". Alla manifestazione parteciparono circa 10000 giovani che invasero pacificamente il paese: tra loro anche un giovane Eugenio Finardi.
 Il 22 maggio 2019 è stato attraversato dall'11ª tappa del giro d'Italia.

## Società

### Evoluzione demografica
Abitanti censiti